# Incontri ufficiali della nazionale maschile di calcio del Sudan del Sud
Questa è la cronologia completa delle partite della nazionale di calcio del Sudan del Sud dal 2012 ad oggi.
Aggiornato al 10 settembre 2014.

## Dal 2012
| Cronologia completa delle presenze e delle reti in nazionale ― Sudan del Sud | Cronologia completa delle presenze e delle reti in nazionale ― Sudan del Sud | Cronologia completa delle presenze e delle reti in nazionale ― Sudan del Sud | Cronologia completa delle presenze e delle reti in nazionale ― Sudan del Sud | Cronologia completa delle presenze e delle reti in nazionale ― Sudan del Sud | Cronologia completa delle presenze e delle reti in nazionale ― Sudan del Sud | Cronologia completa delle presenze e delle reti in nazionale ― Sudan del Sud | Cronologia completa delle presenze e delle reti in nazionale ― Sudan del Sud |
| Data                                                                         | Città                                                                        | In casa                                                                      | Risultato                                                                    | Ospiti                                                                       | Competizione                                                                 | Reti                                                                         | Note                                                                         |
| ---------------------------------------------------------------------------- | ---------------------------------------------------------------------------- | ---------------------------------------------------------------------------- | ---------------------------------------------------------------------------- | ---------------------------------------------------------------------------- | ---------------------------------------------------------------------------- | ---------------------------------------------------------------------------- | ---------------------------------------------------------------------------- |
| 10-07-2012                                                                   | Giuba                                                                        | Sudan del Sud                                                                | 2 – 2                                                                        | Uganda                                                                       | Amichevole                                                                   | 2                                                                            |                                                                              |
| 24-11-2012                                                                   | Kampala                                                                      | Etiopia                                                                      | 1 – 0                                                                        | Sudan del Sud                                                                | CECAFA Cup 2012                                                              | -                                                                            |                                                                              |
| 27-11-2012                                                                   | Kampala                                                                      | Sudan del Sud                                                                | 0 – 2                                                                        | Kenya                                                                        | CECAFA Cup 2012                                                              | -                                                                            |                                                                              |
| 30-11-2012                                                                   | Kampala                                                                      | Uganda                                                                       | 4 – 0                                                                        | Sudan del Sud                                                                | CECAFA Cup 2012                                                              | -                                                                            |                                                                              |
| 27-11-2013                                                                   | Nairobi                                                                      | Zanzibar                                                                     | 2 – 1                                                                        | Sudan del Sud                                                                | CECAFA Cup 2013                                                              | 1                                                                            |                                                                              |
| 30-11-2013                                                                   | Nairobi                                                                      | Sudan del Sud                                                                | 1 – 3                                                                        | Kenya                                                                        | CECAFA Cup 2013                                                              | 1                                                                            |                                                                              |
| 30-12-2013                                                                   | Machakos                                                                     | Sudan del Sud                                                                | 0 – 2                                                                        | Etiopia                                                                      | CECAFA Cup 2013                                                              | -                                                                            |                                                                              |
| 05-03-2014                                                                   | Gaborone                                                                     | Botswana                                                                     | 3 – 0                                                                        | Sudan del Sud                                                                | Amichevole                                                                   | -                                                                            |                                                                              |
| 18-05-2014                                                                   | Maputo                                                                       | Mozambico                                                                    | 5 – 0                                                                        | Sudan del Sud                                                                | Qualificazioni alla Coppa delle Nazioni Africane 2015                        | -                                                                            |                                                                              |
| 30-05-2014                                                                   | Khartum                                                                      | Sudan del Sud                                                                | 0 – 0                                                                        | Mozambico                                                                    | Qualificazioni alla Coppa delle Nazioni Africane 2015                        | -                                                                            |                                                                              |
| Totale                                                                       |                                                                              | Presenze                                                                     | 11                                                                           |                                                                              | Reti                                                                         | 3                                                                            |                                                                              |